# Allocapnia starki
Allocapnia starki is een steenvlieg uit de familie Capniidae. De wetenschappelijke naam van de soort is voor het eerst geldig gepubliceerd in 2000 door Kondratieff & Kirchner.